# Tomislav Pinter
Tomislav Pinter (Zagreb, 16. lipnja 1926. – Zagreb, 15. kolovoza, 2008.) je bio hrvatski filmski snimatelj, smatra se najznačajnijim snimateljem u hrvatskoj kinematografiji zbog umjetničke kvalitete svog rada i svojoj bogatoj karijeri koja pokriva gotovo pet desetljeća. Predstavnik je prve poslijeratne generacije hrvatskih filmskih snimatelja.

## Životopis
Tomislav Pinter rođen je u Zagrebu 1926., gdje se nakon završetka srednje škole upisuje na Akademiju likovnih umjetnosti 1946. godine. Na Akademiji studira slikarstvo, no ubrzo odustaje od studija i u cijelosti se posvećuje kinematografiji. Počinje raditi u Jadran filmu 1945. godine, gdje prvo pomaže iskusnijim filmašima, a od 1948. godine počinje raditi samostalno. Najprije snima kratke dokumentarne filmove u ranim 1950-ima, a njegov prvi dugometražni film bio je Kota 905 iz 1960. godine.
Surađivao je s mnogim svjetskim umjetnicima poput Orsona Wellesa, Vincenta Minnelija, Richarda Burtona, Elizabeth Taylor i sl.
Od 1960-ih Pinter postaje plodan hrvatski filmski snimatelj; snimio je oko 90 filmova, oko 100 kratkih filmova i oko 10 televizijskih serija. Kritičari među ostalima hvale njegov doprinos u sljedećim filmovima:
- U filmu Vatroslava Mimice Prometej otoka iz 1965., gdje Pinter koristi negativ i metodu retrospektive.[3]
- U filmu Zvonimira Berkovića Rondo iz 1966., gdje koristi dulje kadrove kako bi prikazao psihološke karakteristike likova.[4]
- U filmu Ante Babaje Breze iz 1967., koristi zasićenje boje s kojim gradi kontrast te tako oponaša naivno slikarstvo).[5]

Pinter je primio mnoge nagrade za svoj rad u filmovima, uključujući i tri Vladimira Nazora nagrade i nekoliko Zlatnih arena.

## Odabrana filmografija
| Godina | Film                         | Redatelj filma                     | Napomena |
| ------ | ---------------------------- | ---------------------------------- | --- |
| 1955.  | Mala Jole                    | Nikša Fulgosi                      | Pintarov prvi dugometražni film |
| 1960.  | Kota 905                     | Mate Relja                         | |
| 1964.  | Prometej s otoka Viševice    | Vatroslav Mimica                   | Zlatna arena za najbolji film Zlatna arena za kameru |
| 1966.  | Ponedjeljak ili utorak Rondo | Vatroslav Mimica Zvonimir Berković | Velika zlatna arena, Zlatna arena za režiju, Zlatna arena za kameru Zlatna arena za scenarij, Zlatna arena za kameru, Zlatna arena za najbolju glavnu mušku ulogu           |
| 1967.  | Breza Skupljači perja        | Ante Babaja Aleksandar Petrović    | Zlatna arena za kameru, Zlatna arena za glavnu mušku ulogu Velika zlatna arena, Zlatna arena za režiju, Zlatna arena za kameru, Zlatna arena za najbolju glavnu mušku ulogu |
| 1969.  | Bitka na Neretvi             | Veljko Bulajić                     | Nominacija za Oscara |
| 1973.  | Sutjeska                     | Stipe Delić                        | Velika zlatna arena Zlatna arena za scenarij Zlatna arena za glavnu mušku ulogu                                                                                             |
| 1979.  | Iskanja                      | Matjaž Klopčić                     | Zlatna arena za kameru Zlatna arena za scenografiju |
| 1981.  | Samo jednom se ljubi         | Rajko Grlić                        | Zlatna arena za kameru |
| 1982.  | Kiklop                       | Antun Vrdoljak                     | Zlatna arena za najbolju sporednu žensku ulogu |
| 1989.  | Đavolji raj                  | Rajko Grlić                        | Zlatna arena za kameru Zlatna arena za scenografiju |
| 1994.  | Svaki put kada se rastajemo  | Lukas Nola                         | Zlatna arena za kameru Zlatna arena za scenarij Zlatna arena za kostimografiju Zlatna arena za najbolju sporednu žensku ulogu                                               |
| 2006.  | Libertas                     | Veljko Bulajić                     | Zlatna arena za kostimografiju Zlatna arena za masku |

## Vanjske poveznice
- Tomislav Pinter u internetskoj bazi filmova IMDb-u (engl.)